# Emília Pires

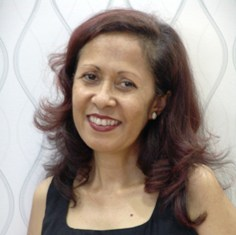
Emília Pires (2007)

Emília Maria Valeria Pires (* 1961 (?) in Rairobo, Portugiesisch-Timor) ist eine osttimoresische Politikerin. Sie gehört keiner Partei an.
Vom 8. August 2007 bis 16. Februar 2015 war sie Ministerin für Planung und Finanzen in der Regierung unter Premierminister Xanana Gusmão. Von 2010 bis 2016 war sie Vorsitzende der g7+-Staaten.

## Werdegang
Pires wuchs auf dem Land der Kolonie Portugiesisch-Timor auf. Bei Ausbruch des Bürgerkrieges 1975 war sie 14 Jahre alt. Ihre Familie wurde an Bord eines norwegischen Frachters nach Australien evakuiert. Die folgenden Jahre lebte die Familie in Melbourne. Pires erhielt von der La Trobe University einen Abschluss in Mathematik und wurde anschließend Doktorandin für Staatsrecht in Melbourne. Mit 22 wurde sie Beamtin bei der Regierung von Victoria.
1999 übernahmen die Vereinten Nationen die Verwaltung Osttimors nach 24 Jahren indonesischer Besatzung. Pires erstellte im Auftrag der UN den Timorese National Development Plan. Danach arbeitete sie als Berater der Weltbank bei der Palästinensischen Autonomiebehörde. Parallel dazu konnte sie 2004 ihren Master an der London School of Economics abschließen. Später wurde sie Chefberaterin der UNMISET beim Finanzministerium Osttimors, Chefin des Sekretariats der Planungskommission der UNTAET und Chefin der Nationalen Entwicklungs- und Planungsbehörde. Bevor sie Finanzministerin 2007 wurde, hatte sie das Amt der UNMIT Senior Coordination Advisor on the International Compact to the DSRSG in Osttimor inne.
Über mehrere Monate erhob 2009 die Oppositionspartei FRETILIN Korruptionsvorwürfe gegen die Regierung und insbesondere gegen Finanzministerin Pires. Premierminister Xanana Gusmão und Pires wiesen diese zurück. Es gebe keine Dokumente, die einen solchen Verdacht belegten. Pires erklärte, dass es nur jene Korruption gebe, die unter der Vorgängerregierung der FRETILIN entstanden sei. Das Parlament setzte daraufhin eine Anti-Korruptionskommission ein. Die CAC untersucht seitdem Korruptionsvorwürfe in Verwaltung und Politik.
Von April 2010 bis 2016 war Pires Vorsitzende der g7+-Staaten. Im Mai geriet sie in die öffentliche Kritik. Ein Vertreter der FRETILIN verlas in einer Rede vor dem Parlament eine E-Mail von Pires, in der sie, während der Unruhen in Osttimor 2006, einem Freund in Australien schrieb, wenn Premierminister Marí Alkatiri weiter an der Macht bliebe, wäre es für Osttimor besser, wenn es in Australien integriert werden würde. Die FRETILIN sieht nun darin einen Beweis, dass Pires das Land verkaufen wolle.
2011 ernannte Premierminister Xanana Gusmão Pires zu seiner Vertreterin, während er vom 1. bis zum 11. März auf Dienstreise im Ausland ist. Der eigentliche stellvertretende Premierminister José Luís Guterres wurde zu dieser Zeit der Korruption beschuldigt, später aber in einer Gerichtsverhandlung freigesprochen. Pires und Gusmão gründeten am 15. März 2011 das Timor-Leste Budget Transparency Portal, welches einen Überblick über die Staatsausgaben ermöglicht, Transparenz fördern und Korruption verringern soll. Nach den Parlamentswahlen 2012 wurde Pires am 8. August erneut als Finanzministerin der Regierung Gusmãos vereidigt. Bei der Regierungsumbildung von 2015 wurde sie nicht mehr berücksichtigt und schied aus dem Kabinett aus. Vorsitzende der g7+-Staaten blieb sie.
Anfang September 2011 wurden Korruptionsvorwürfe auch gegen Pires laut. Die Staatsanwaltschaft begann mit Ermittlungen. Laut der Vorwürfe hat die Mac’s Metalcraft Pty Ltd., die dem Ehemann von Pires gehört, verschiedene Einrichtungsgegenstände an das Hospital Nacional Guido Valadares geliefert. Die Anweisung zum Kauf soll durch Pires erfolgt sein. Die Verteidigung verwies auf eine Notsituation durch den Ausbruch von Denguefieber, weswegen schnell Betten gekauft werden mussten, wofür es nur einen Anbieter gab. Der damalige Premierminister José Ramos-Horta hatte in der Zeit mehrmals das Krankenhaus besucht und von Patienten berichtet, die auf dem Boden gelagert werden mussten. Ein weiterer Zeuge erklärte, dass die alten Betten zum Teil verwanzt und verrostet gewesen seien. Auch Premierminister Xanana Gusmão sagte zugunsten von Pires aus.
Ebenfalls in die Vorwürfe verwickelt ist die damalige Vize-Gesundheitsministerin Madalena Hanjam. Die Gerichtsverhandlung gegen die beiden Politikerinnen war für November 2014 geplant, musste aber ausfallen, da das Parlament die Immunität der Politikerinnen nicht aufhob. Seit Oktober 2015 lief der Prozess. Am 24. Oktober 2016 verfügte Richter José Maria de Araújo vom Gericht in Dili, dass Pires innerhalb von fünf Tagen nach Osttimor zurückkehren und ihren Reisepass abgeben müsse. Sie war zu diesem Zeitpunkt als Repräsentantin für Osttimor im Ausland unterwegs. Ein vorheriges Reiseverbot hatte ein anderer Richter aufgehoben, allerdings bis zum 19. Oktober begrenzt, da am 21. Oktober die Abschlussplädoyers im Prozess gegen Pires erfolgen sollten. Ein Antrag auf Verlängerung der Reiseerlaubnis bis zum 1. November vom 18. Oktober wurde abgelehnt. Pires überschritt das Zeitlimit, was zur Anweisung des Richters führte.
Pires blieb aber in Portugal und verlangte stattdessen eine Neuverhandlung dort. Dabei berief sie sich auf ihre portugiesische Staatsbürgerschaft, die sie neben der osttimoresischen und australischen hat. In Abwesenheit wurde Pires in Osttimor zu sieben Jahren Gefängnis verurteilt. 2023 reduzierte das Berufungsgericht die Strafe auf viereinhalb Jahre, wegen der Ausübung eines Verbrechens der wirtschaftlichen Beteiligung an Unternehmen, da die Berufung teilweise begründet gewesen sei. 2023 begnadigte Präsident José Ramos-Horta Pires.

## Familie
Emília ist die älteste von fünf Geschwistern. Alfredo Pires ist Minister für Natürliche Ressourcen. Aurora Pires ist Nonne und unterrichtet in einem katholischen Kindergarten. Palmira Pires führt eine gemeinnützige Ausbildungsagentur. Fernando Pires arbeitet für eine internationale Hilfsorganisation. Der Vater hieß Alfredo Manuel Pires und war eine Zeit lang der Distriktsadministrator von Bobonaro. Emílias Ehemann Warren Macleod lebt in Melbourne. Die beiden sind seit dem 21. April 2007 verheiratet.

## Auszeichnungen
2012 erhielt Pires den Ordem de Timor-Leste.